# Luigi I di Neuchâtel
Luigi I di Neuchâtel, conte di Neuchâtel (2 marzo 1305 – 5 giugno 1373), è stato un nobile svizzero.

## Biografia

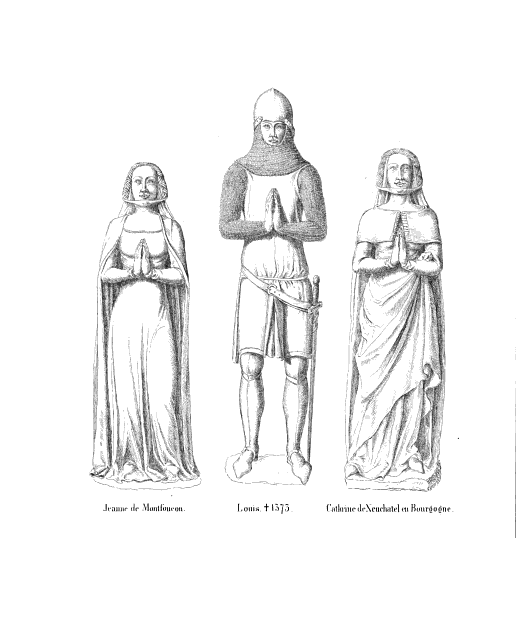
Disegno del 1852 raffigurante le statue medievali presenti sulla tomba di Luigi I di Neuchâtel rappresentante il conte (al centro) con Giovanna di Monfalcone (a sinistra) e Caterina di Neuchâtel-Urtières (a destra)

Figlio del conte Rodolfo IV di Neuchâtel e di sua moglie, Eleonora di Savoia, Luigi I fu conte di Neuchâtel dalla morte di suo padre nel 1343 sino al 1373, anno della sua morte.
Non appena ottenne da suo padre la reggenza della contea, egli si impegnò subito per l'acquisto di feudi indipendenti nei pressi di Le Landeron, feudi che già del 1329 si erano legati alla contea di Neuchatel con l'obbligo di prestare omaggio allo stesso conte reggente.
Nel 1343 Luigi I divenne membro della borghesia di Boudry il che servì a dare il buon esempio ed a garantire che la borghesia locale, pur in un'area poco popolata, mantenesse la propria residenza in città. La stessa città ottiene per merito di Luigi I il 12 settembre 1343 la possibilità di nominare un proprio "maestro borghese" (con qualità di magistrato).
Nel 1345 Luigi I creò il feudo di Bellevaux che cedette a Girard de Bellevaux ed a sua moglie Eleonora, comprendendovi una dozzina di servi della gleba, una casa con corte e tre giardini, un vigneto, trentadue terreni ed un fiume. Nel 1347 Luigi I ottenne da parte di Carlo IV di Lussemburgo il diritto a far "battere monete d'oro e d'argento" ed a richiedere pedaggi sul proprio territorio, arricchendo ulteriormente il feudo. In quello stesso anno egli istituisce alla qualità di castellano e governatore di Neuchâtel Ottone di Vaumarcus, figlio di Pietro III de Vaumarcus.
Con Luigi si riaccendono anche le dispute famigliari con la linea collaterale che ha reggenza sulla Val-de-Travers per la signoria sui villaggi di Vaumarcus e Boudry che egli desiderava annettere definitivamente ai propri domini. Ad arbitri della disputa vennero prescelti Tebaldo di Borgogna, Giacomo, Ugo ed Enrico di Vienne, Giacomo ed Enrico di Faucogney i quali stabilirono definitivamente i confini tra le due signorie: Rochefort sarebbe stata la città che avrebbe delimitato il confine, stabilendo che tutto ciò che si trovava ad est di tale linea sarebbe stato di proprietà della contea di Neuchâtel.
Nel 1359 Luigi I venne prescelto al ruolo di consigliere di Rodolfo IV, duca d'Austria. Nel 1373, sentendo prossima la propria morte, egli fece costruire il suo mausoleo funebre nella chiesa collegiata di Neuchâtel e fece redigere un testamento che nominava sua erede universale la figlia Isabella, essendogli i tre figli maschi premortigli.

## Matrimonio e figli
Luigi I sposò nel 1323/25 Giovanna, figlia di Giovanni II di Montfaucon, e poi in seconde nozze nel 1339/43 Caterina (? - 1365/66), figlia di Tebaldo V di Neuchâtel-Borgogna ed in terze nozze nel 1369 si sposò con Margherita, figlia di Ugo di Wuflens e di Duyn (la quale, rimasta vedova, sposerà poi Giacomo di Vergy, signore d'Autrey).
Dal primo matrimonio ebbe:
- Giovanni di Neuchâtel-Vaumarcus o Giovanni di Montfaucon, detto "il Bello", signore d Vaumarcus, (1334 - 1369), sposò Giovanna di Faucogney, ma ebbe poi un figlio illegittimo, Gerardo (? - 1397), che sposò Isabella di Compey,
- Isabella, (? - 1395), sposò Rodolfo IV di Nidau e riceverà la contea di Neuchâtel alla morte del padre

Dal secondo matrimonio ebbe:
- Luigi (20 maggio 1344 - 18 novembre 1368), ebbe un figlio illegittimo, Giovanni. Dalla nascita ottenne il feudo di Gorgier da parte di Luigi II di Savoia, barone di Vaud
- Rodolfo (? - 1354/59),
- Varenne, (? - 1374/76), ereditò la baronìa di Le Landeron alla morte del padre. Sposò nel 1360 Egon III di Fribourg, (? - 1385), dalla quale ebbe due figli: Corrado IV di Fribourg, detto di Furstemberg, (? - 16 aprile 1424), conte di Fribourg, ed Anna che sposerà Rodolfo di Baden-Hochberg

Luigi I ebbe inoltre quattro figli illegittimi da Pérusson (o Pierretone), figlia di Bourquin di Ravine:
- Vauthier, ereditò col fratello Giovanni le baronìe di Rochefort e di Verrières
- Giovanni (? - 1412), abate de l'Ile de Saint-Jean,
- Margherita, ottenne il feudo di Vaumarcus alla morte di Giovanni d'Espagny, sposò Perronet, o Perrin, Du Mont, castellano di Boudry, e nel 1392 si risposò con Pétremand figlio di Pietro III di Vaumarcus
- Giovanna, sposò un signore di Joux ed ottenne la baronìa della Val-de-Travers